# Stadion (Adelsgeschlecht)

Wappen derer von Stadion

Die Herren, Freiherrn und Grafen von Stadion zählten zum schwäbischen Uradel sowie zum Hohen Adel. Das Geschlecht ist 1908 im Mannesstamm erloschen.

## Geschichte
Das Geschlecht soll ursprünglich aus Graubünden in Rhätien stammen und von einem erstmals urkundlich am 9. September 1197 mit „Heinricus de Lapide“ erwähnten Heinrich vom Stein abstammen. Die Herleitung ist allerdings ungesichert. Die Familie ist aber eines Stammes und Wappens mit den Herren vom Stain und den Herren von Pflummern.

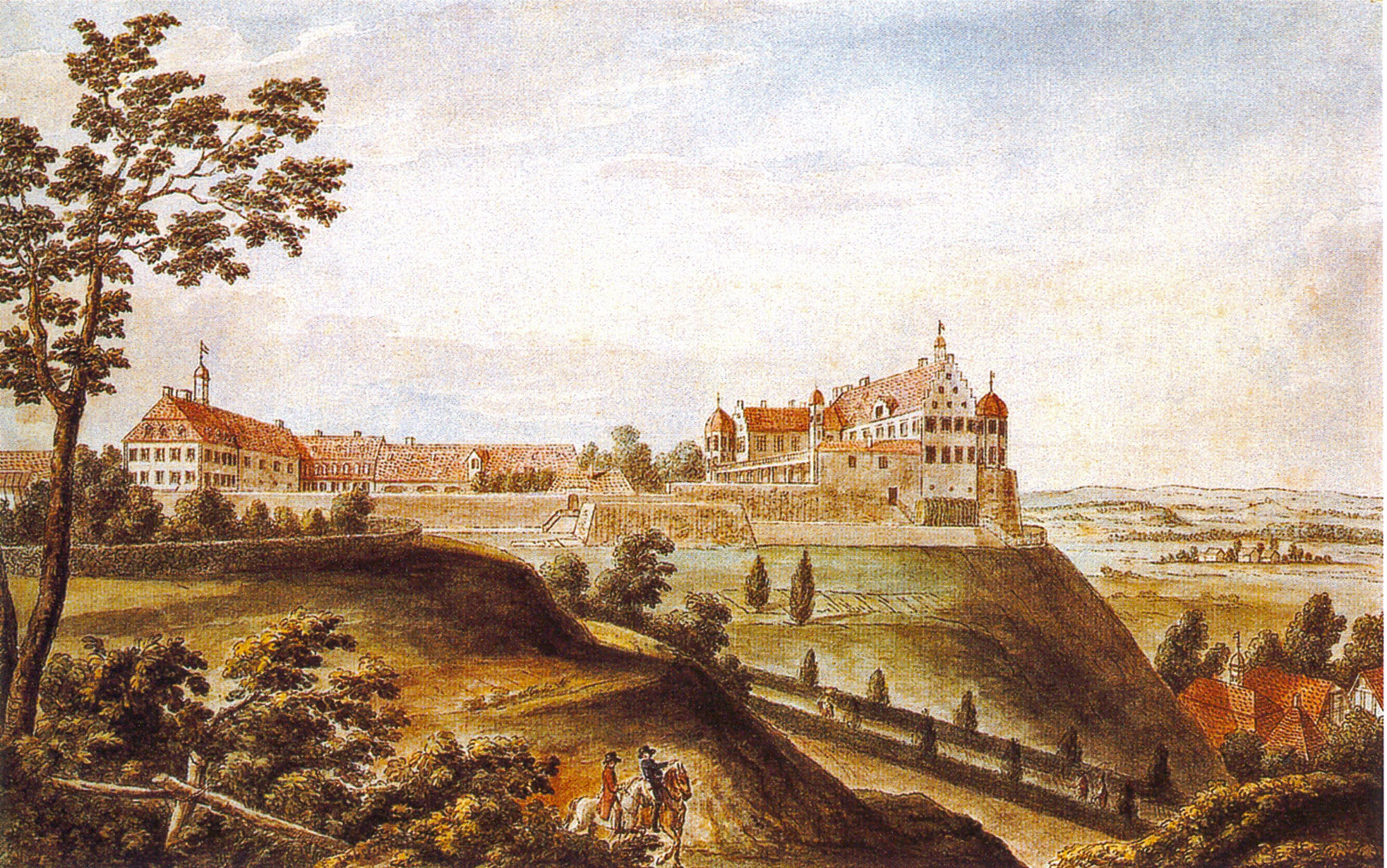
Schloss Warthausen

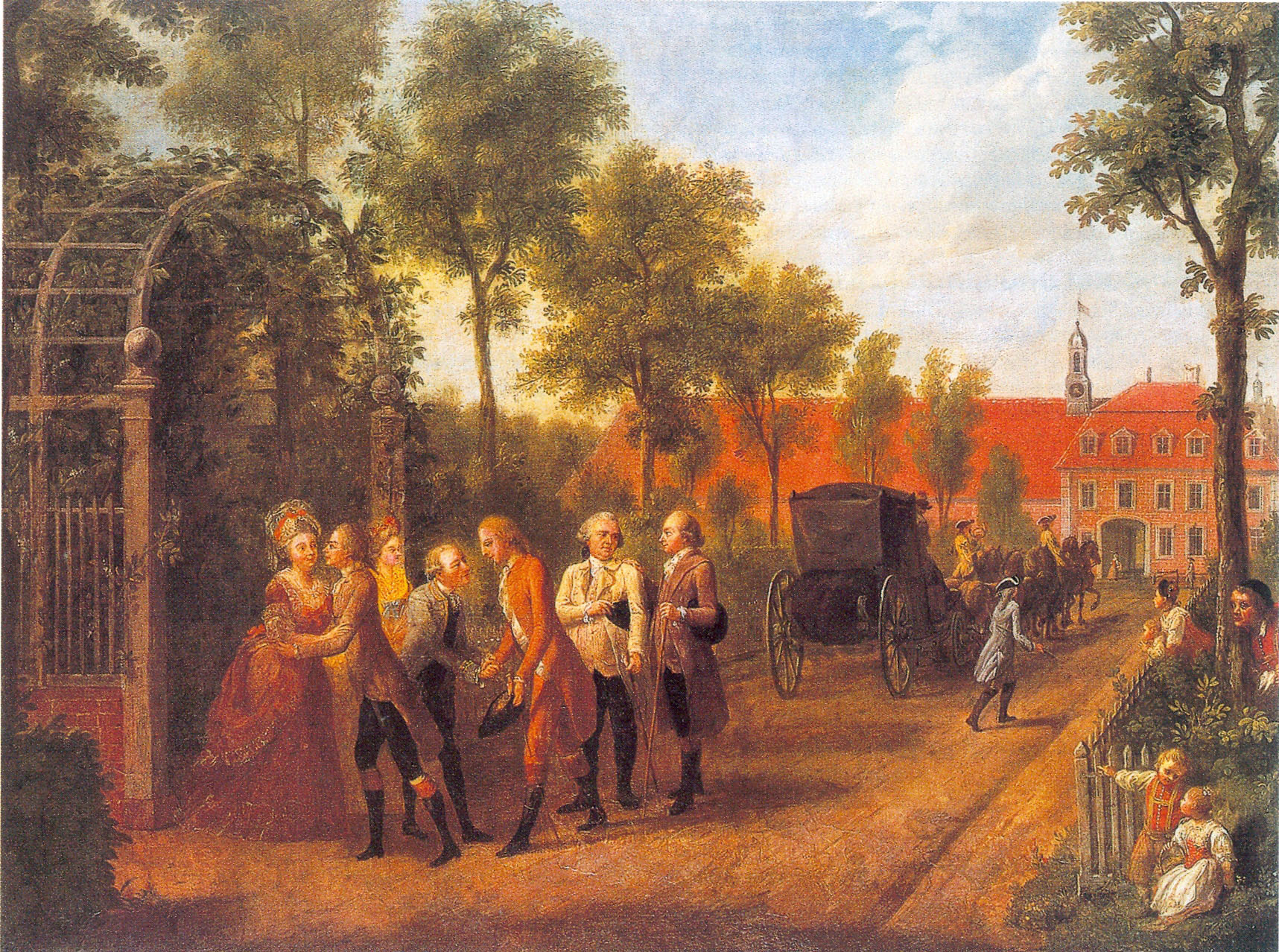
Gräfliche Familie in den 1780ern vor Schloss Warthausen

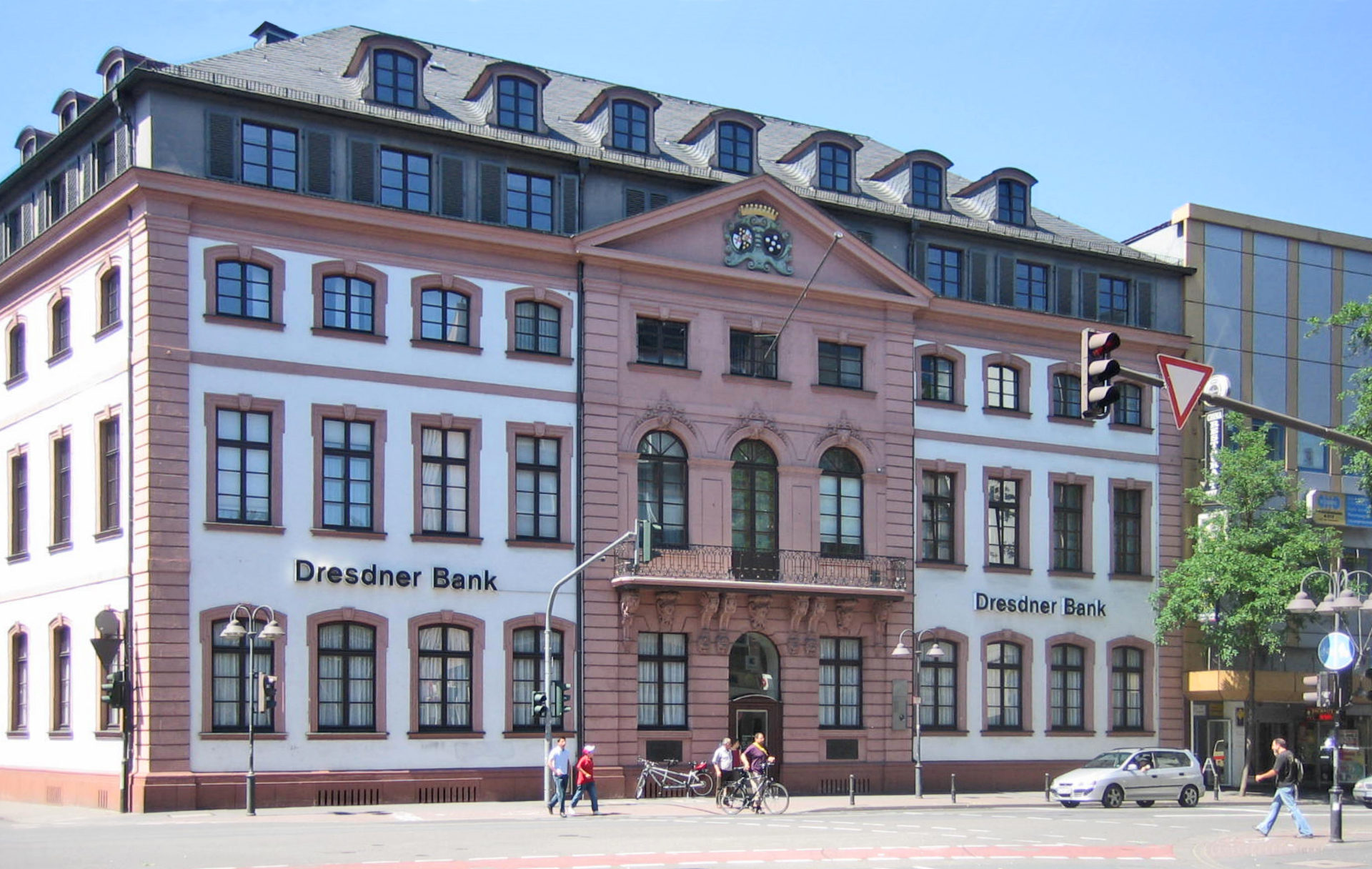
Stadioner Hof, Mainz

Im 13. Jahrhundert hatte das Geschlecht Besitz in Schwaben und benannte sich nach seiner Burg in Oberstadion. Am 13. Mai 1270 ist es mit dem Ritter „Waltherus de Stadegun“ nachweisbar. Das Schloss Oberstadion wurde nach 1352 von der Familie errichtet und 1756–77 unter Graf Johann Philipp von Stadion in Teilen neu erbaut.
Im 14. Jahrhundert erwarben die in habsburgischen Diensten stehenden Stadion erneut Besitz in Graubünden. Der von den Habsburgern eingesetzte Meier des Damenstift Säckingen in Glarus, Walter von Stadion, ein Enkel des 1270 in Schwaben erwähnten Ritters, missbrauchte seine Macht, wodurch es zu einem offenen Konflikt kam. 1352 zogen die Glarner aus, erschlugen Walter von Stadion und zerstörten die stiftseigene Burg in Näfels. Walters Bruder Ludwig von Stadion († 1364) war österreichischer Landvogt in Schwaben, seine Frau Agnes von Frielingen war Stifterin des Augsburger Augustinerklosters. Die Enkel Ludwigs teilten den Besitz 1392 unter sich auf: Johann der Reiche († 1458) war württembergischer Landhofmeister und Begründer der schwäbischen Linie, sein Bruder Konrad († 1439) begründete die elsässische Linie.
Die schwäbische Linie mit Sitz in Oberstadion stand in Diensten Württembergs, blieb jedoch zur Zeit der Reformation katholisch und trat danach in österreichische Dienste. Die Linie starb 1693 aus, ihre Güter, darunter das Schlössle Alberweiler, fielen an die elsässische Linie.
Die elsässische Linie brachte mit Christoph von Stadion (1478–1543) einen Fürstbischof von Augsburg hervor und in den nachfolgenden Generationen Domkapitulare in Augsburg, Basel, Mainz, Würzburg und Bamberg. Johann Caspar von Stadion (1567–1641) war Deutschmeister, vier seiner Neffen waren als Domkapitulare Unterstützer Johann Philipps von Schönborn bei dessen Bischofswahl, was ab 1643 zu einer großen Verbundenheit der Häuser Stadion und Schönborn führte. Ein fünfter Neffe, Johann Christoph von Stadion (1610–1666), war würzburgischer Oberamtmann in Treuberg. Sein Sohn Johann Philipp von Stadion (1652–1741) war kurmainzischer Großhofmeister, wurde 1686 zum Reichsfreiherrn, 1705 zum Reichsgrafen erhoben. 1696 erwarb er die Herrschaft Warthausen, 1705 die Herrschaft Thannhausen. Infolge des Erwerbes der reichsunmittelbaren Herrschaft Thannhausen wurde er am 3. Mai 1708 in das schwäbische Reichsgrafenkollegium aufgenommen. Nach diesen beiden Orten nannten sich die 1741 durch Teilung entstandenen Linien, die 1890 bzw. 1908 ausstarben. Erben wurden die Grafen von Schönborn-Buchheim, die das Schloss Oberstadion und die Waldgüter in Oberstadion und Thannhausen bis heute besitzen.

## Standeserhebungen
- Seit dem Jahr 1520 (durch Christoph von Stadion, Fürstbischof von Augsburg) Erbtruchseßen des Stiftes Augsburg
- Erhebung in den Reichsfreiherrnstand für die Brüder Johann Philipp, Georg Heinrich und Christoph Rudolph, Wien 25. April 1668
- Böhmisches Inkolat (Wien 31. Dezember 1696) für Johann Philipp Freiherr von Stadion
- Erhebung in den Reichsgrafenstand mit einer Wappenbesserung, Wien 1. Dezember 1705 für die genannten Brüder Georg Heinrich und Johann Philipp (auf Warthausen und Thannhausen), den Begründer der böhmischen Linie, die sich in die fridericianische und in die philippinische Linie verzweigte und mit Philipp Franz Joseph Graf von Stadion (* Gersdorf bei Graz; † als K.K. Dragoner-Oberleutnant in Innsbruck am 13. September 1908 in Kauth (Kouty), Kreis Pilsen in Böhmen) als letzter Fideikommissherr erloschen ist
- Aufnahme in das schwäbische Reichsgrafenkollegium am 3. Mai 1708 wegen des Besitzes von Thannhausen, welcher 1806 mediatisiert wurde
- 1756 Großes Palatinat für Friedrich Graf von Stadion mit dem Titel Erlaucht für den Familienchef (primogenitur) durch Bundestagsbeschluss vom 18. August 1825 und 13. Februar 1829 mit Familienvertrag vom 14. Dezember 1768 und Familienstatut des Standesherrlichen Hauses datiert Wien 17. Mai 1830

## Wappen

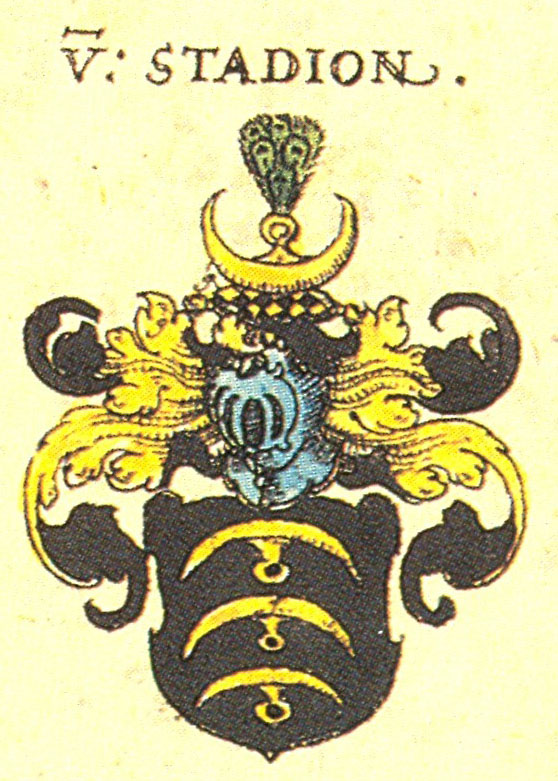
Wappen der Stadion bei Siebmacher, 1605

Das Stammwappen zeigt in Schwarz drei mit dem Haken abwärts gekehrte goldene Wolfsangeln übereinander. Auf dem Helm mit schwarz-goldenen Decken ein gold bequastetes rotes Kissen, darauf eine mit den Haken nach oben gekehrte goldene Wolfsangel, besteckt mit einem natürlichen Pfauenwedel. Wegen des Übereinstimmens des Stammwappens gilt eine Verwandtschaft mit den Geschlechtern von Pflummern, von Salmendingen und den vielfach verzweigten Herren vom Stain als wahrscheinlich.
Das gräfliche Wappen aus dem Jahr 1705 ist geviert mit dem Stammwappen als Herzschild. 1 und 4 in Schwarz, (später auch in Blau) drei pfahlweise gestellte goldene Tannenzapfen (Thannhausen); 2 und 3 in Silber ein schwebendes, ausgebogenes rotes Tatzenkreuz. Grafenkrone mit drei gekrönten Helmen, rechts mit schwarz- bzw. blau-goldenen Decken ein wachsender großer goldener Tannenzapfen; in der Mitte mit schwarz-goldenen Decken das Kleinod des Stammwappens; links mit rot-silbernen Decken ein (manchmal mit einem roten Kreuz belegter) vorn silberner, hinten roter geschlossener Flug. Schildhalter: Rechts ein auswärts sehender, rotbezungter goldener Löwe, links ein ebensolcher goldener Wolf.
Das rote Tatzenkreuz wurde der Familientradition nach in das Grafenwappen aufgenommen zur Erinnerung an den Hochmeister des Deutschen Ordens und den Fürsten des Heiligen Römischen Reichs Johann Kaspar von Stadion, belehnt in Prag am 5. Februar 1628, kaiserlicher Hofkriegsrats-Präsident und Feldzeugmeister, * 1567; † Ammern in Thüringen am 21. Januar 1641, zu Grabe gelegt in Mergentheim.

## Personen
chronologisch nach Geburtsjahr:

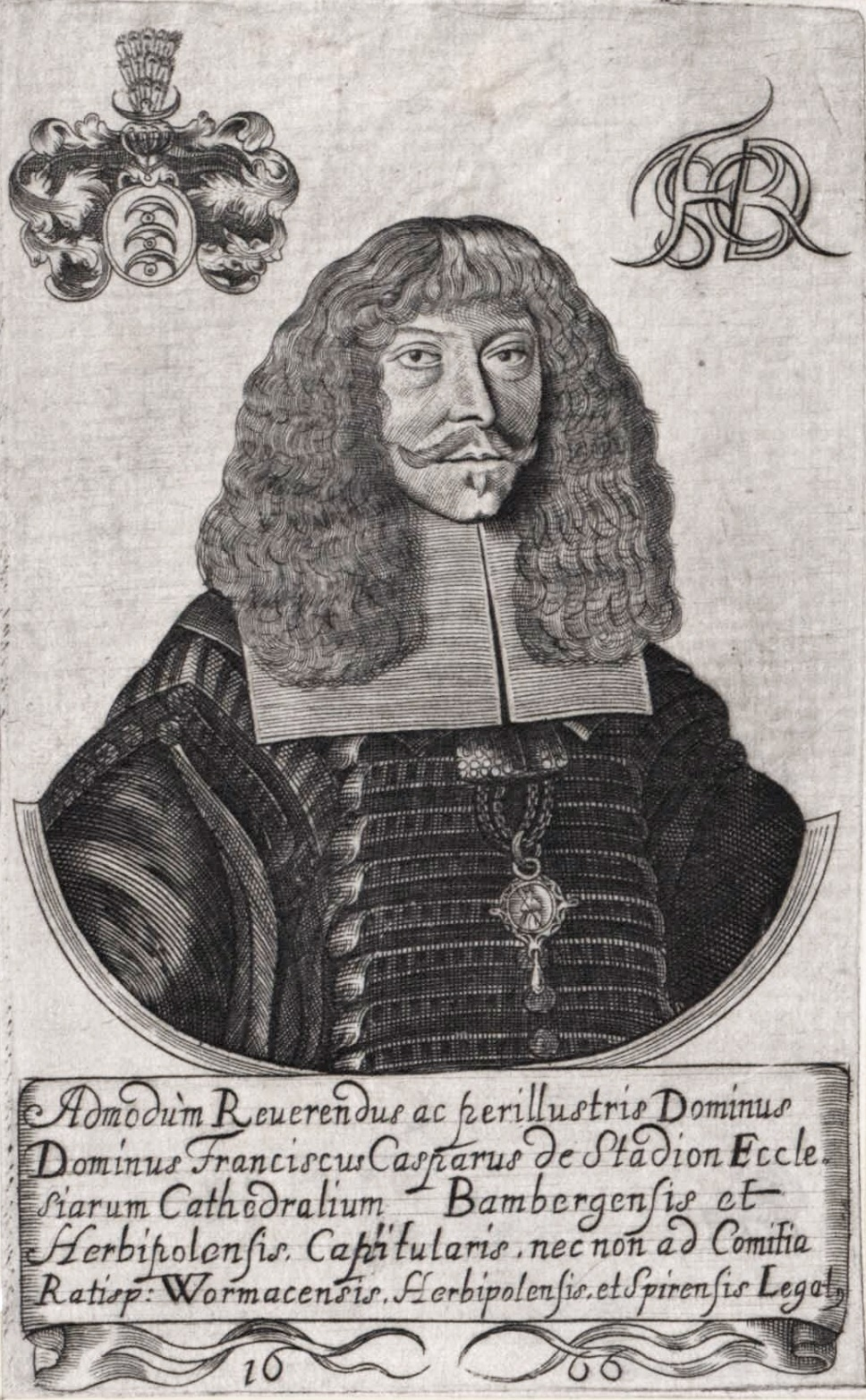
Franz Kaspar von Stadion (1637–1704), Fürstbischof von Lavant

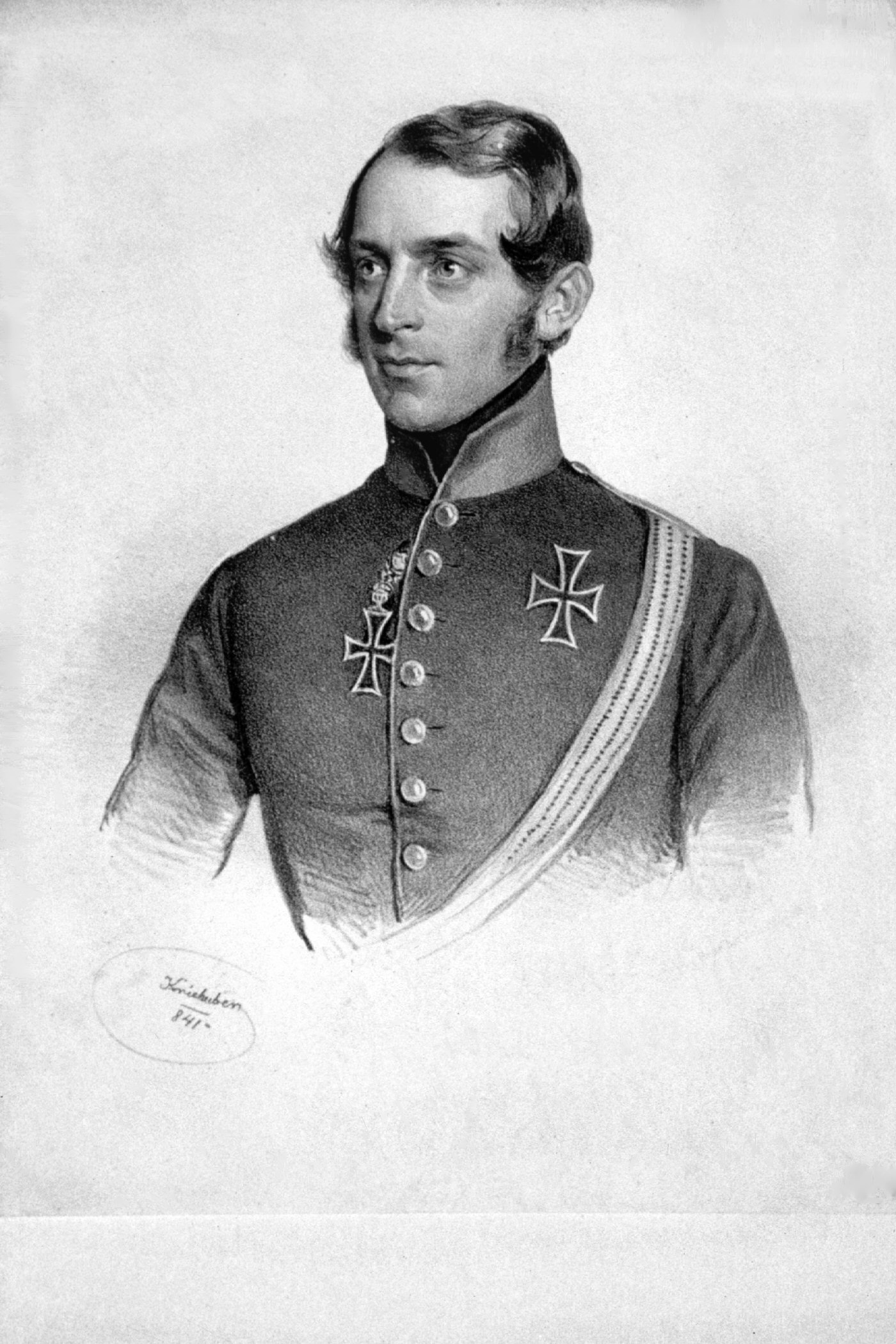
Philipp Franz von Stadion-Thannhausen, Lithographie von Josef Kriehuber, 1841

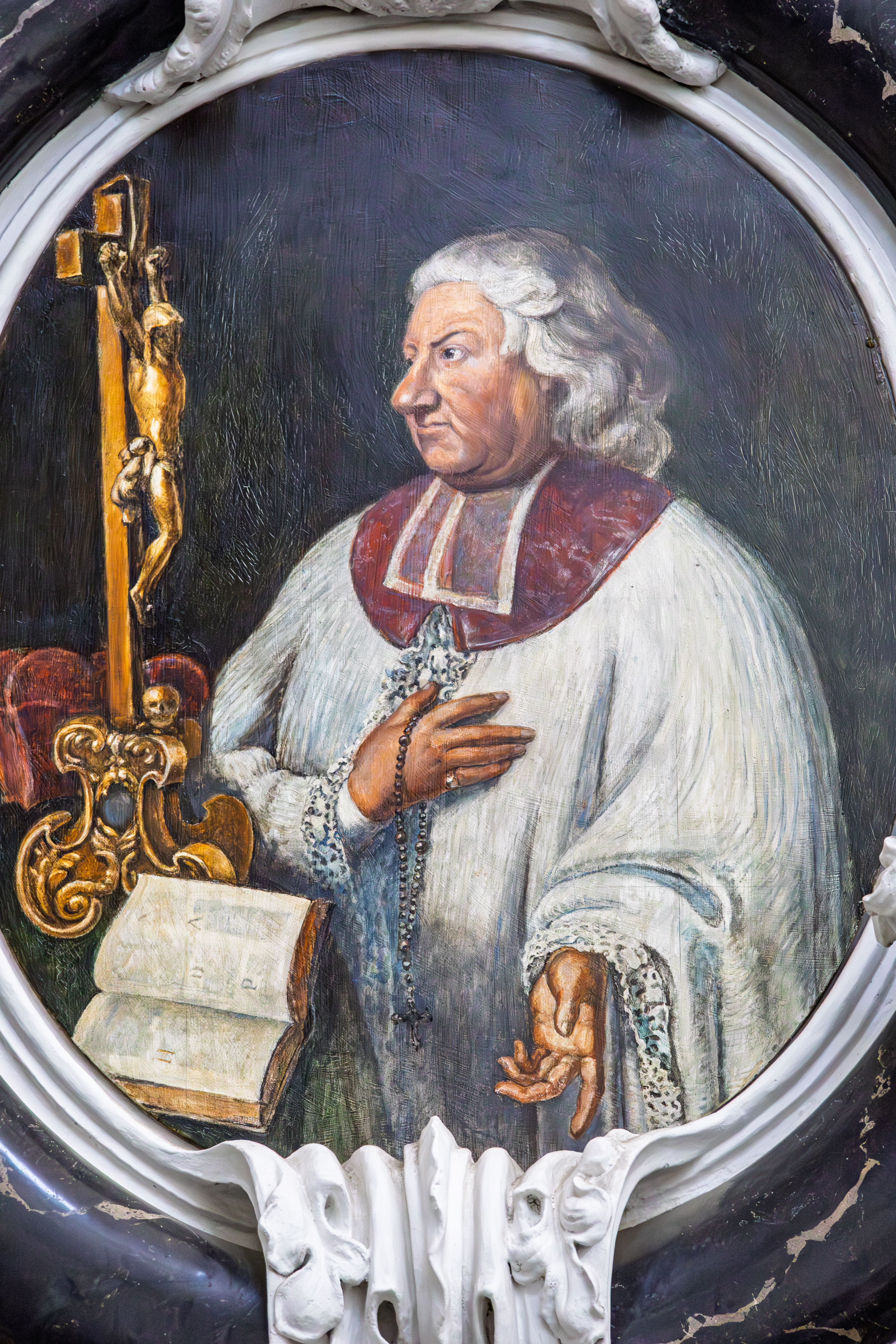
Georg Heinrich von Stadion auf seinem Epitaph im Würzburger Dom, 1704 von Giovanni Pietro Magni

- Heinrich II., Edler von Stadion († 1294), Abt im Kloster St. Blasien
- Walter von Stadion († 1352), Meier des Damenstift Säckingen in Glarus
- Christoph von Stadion (1478–1543), Fürstbischof von Augsburg
- Johann Theobald von Stadion († 1585), Domdekan in Mainz
- Johann Caspar von Stadion (1567–1641), ab 1627 Hochmeister des Deutschen Ordens
- Franz Kaspar von Stadion (1637–1704), Fürstbischof von Lavant
- Christoph Rudolf von Stadion (1638–1700), Reichsfreiherr, Hofratspräsident, Dompropst, mehrfach Kandidat für das Kurfürstenamt in Mainz
- Georg Heinrich von Stadion (1640–1716), Reichsfreiherr, später Reichsgraf sowie Domdekan in Würzburg
- Johann Philipp von Stadion (1652–1741), kurmainzischer Großhofmeister
- Franz Konrad von Stadion und Thannhausen (1679–1757), Reichsgraf, Dompropst in Würzburg, von 1753 bis 1757 Fürstbischof von Bamberg
- Anton Heinrich Friedrich von Stadion (1691–1768), kurmainzischer Großhofmeister
- Sophia Helena von Stadion-Thannhausen († 1789), Fürstäbtissin von Munsterbilzen (1772–1789) in Belgien
- Maria Maximiliana von Stadion (1736–1818), letzte Fürstäbtissin des freiweltlichen Chorfrauenstifts Buchau
- Friedrich Lothar von Stadion (Friedrich Lothar Graf von Stadion-Warthausen; 1761–1811), Domherr und Diplomat
- Johann Philipp von Stadion (1763–1824), österreichischer Diplomat, Finanz- und Außenminister
- Philipp von Stadion und Thannhausen (1799–1868), österreichischer Offizier
- Franz Seraph von Stadion (1806–1853), österreichischer Verwaltungsbeamter und Politiker
- Emerich von Stadion (1838–1901), österreichischer Schriftsteller und Offizier